# Badger Farm
Badger Farm is een civil parish in het bestuurlijke gebied Winchester, in het Engelse graafschap Hampshire.